# 飯島一孝
飯島 一孝（いいじま かずたか、1948年 - ）は日本のジャーナリスト、外交評論家、元日本財団職員、元毎日新聞モスクワ支局長。
旧ソ連･東欧の政治･経済･社会を研究。
長野県長野市出身。

## 年表
- 1971年（昭和46年）東京外国語大学ロシア語科を卒業と同時に毎日新聞社入社。青森支局、東京本社社会部、外信部に勤務。
- 1991年からモスクワ特派員、ソビエト連邦の崩壊、新生ロシア誕生の歴史的ドラマを取材、1995年にモスクワ支局長。通算6年間モスクワで勤務。
- 1997年に帰国、東京本社編集局編集委員、外信部編集委員を務め、紙面審査委員長に。この間、旧ソ連・東欧のトピックスを国際面のコラムに掲載した。
- 2008年に定年退職し、現在は東京外国語大学外国語学部で「世界のマスメディアと報道」、上智大学文学部で「国際時事」の講義を非常勤講師で担当。また日本財団の広報担当として、ソーシャルイノベーションに関わる活動を取材している。所属団体は日本マス・コミュニケーション学会、ロシア･東欧学会、日本国際政治学会。日本記者クラブ会員。

## 著作

### 単著
- 『新生ロシアの素顔』（毎日新聞社、1997年）(ISBN 4620311871)
- 『六本木の赤ひげ』（集英社、2003年）(ISBN 408775314X)
- 『ロシアのマスメディアと権力』（東洋書店、ユーラシア・ブックレット、2009年）(ISBN 9784885958311)
- 『ハルビン学院の人びと——百年目の回顧』(群像社、ユーラシア文庫、2020年)(ISBN 9784910100098)

### 共著
- 『青春の小原台―防大1期の30年』（毎日新聞社、1986年）(ISBN 4620305219)
- 『「毎日」の3世紀(下巻)』（毎日新聞社、2002年）<このうち「第8章、昭和から平成へ」の中の「冷戦終結とソ連崩壊」の項を執筆>

### 論文
- 『消費ブームのモスクワを行く』（エコノミスト誌、2005年10月18日号）
- 『ロシア経済底入れ？』（エコノミスト誌、2009年11月10日号）